# 획스뷔시

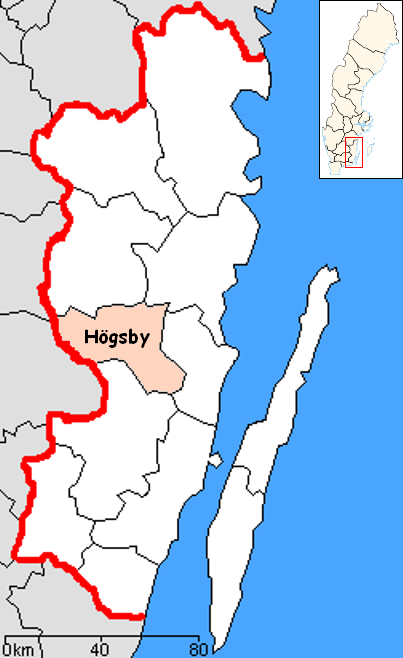
획스뷔 시의 위치

획스뷔시(스웨덴어: Högsby kommun)는 스웨덴 칼마르주에 위치한 지방 자치체로 행정 중심지는 획스뷔이며 면적은 799.42km2, 인구는 6,080명(2016년 12월 31일 기준), 인구 밀도는 7.6명/km2이다.

시 문장